# Достигаев и другие (спектакль)
«Достига́ев и други́е» — спектакль Большого драматического театра по одноимённой пьесе Максима Горького; был записан для телевидения на киностудии Ленфильм.

## История спектакля
Пьеса «Достигаев и другие» является второй частью (после «Егор Булычев и другие») задуманного М. Горьким, но не реализованного до конца цикла произведений о событиях 1917 года. Пьеса была написана в 1932 году, и Большой драматический стал первым театром, поставившим её — в ноябре 1933 года (режиссёр Владимир Люце). В 1952 году новую постановку пьесы, вслед за «Егором Булычевым», осуществила Наталья Рашевская; премьера состоялась 7 сентября. Большой драматический в этот период переживал тяжёлый кризис, частые смены художественного руководства, почти полную потерю зрителей, и отдельные удачные постановки не могли переломить ситуацию, — спектакль быстро сошёл со сцены.
В мае 1957 года спектакль Рашевской был возобновлён новым художественным руководителем театра Георгием Товстоноговым, с частично обновлённым составом исполнителей: так, в «Достигаеве» появились пришедшие в БДТ в 1956—1957 годах Сергей Юрский, Зинаида Шарко и Евгений Лебедев.

### Экранная версия
В 1959 году Наталья Рашевская и Юрий Музыкант на киностудии «Ленфильм» создали экранную версию возобновлённого спектакля — фильм-спектакль «Достигаев и другие». Музыку Венедикта Пушкова для телевизионной версии записал симфонический оркестр Малого оперного театра под управлением Марка Эрмлера.

## Сюжет
Действие происходит в губернском городе России в июле — декабре 1917 года в период бурных общественно-политических изменений на волне Февральской буржуазной революции.
Большинство действующих лиц — представители дворянского и купеческого сословий. Словно сознавая свою обречённость, они много говорят о политике, питаясь преимущественно слухами и сплетнями, ругают Временное правительство и его представителя в городе, комиссара Звонцова (ещё недавно — скромного служащего в конторе), но ничего не предпринимают, предаются кутежам и флирту. Некоторые из них пытаются организовать сопротивление «левым», под которыми подразумеваются кадеты и эсеры. Людей, готовых к применению силы и не боящихся кровопролития, собирает вокруг себя Порфирий Нестрашный (Г. Семёнов) — лидер местных черносотенцев. Ему сочувствует местное духовенство: мать Мелания (Ольга Казико) и отец Павлин (Василий Софронов), сам некогда примыкавший к эсерам; ему верой и правдой служит полицейский Мокроусов (Ефим Копелян). Нестрашный пытается привлечь на свою сторону и Василия Достигаева, известного и влиятельного в городе человека, но тот уклоняется, предпочитая приспосабливаться к существующей власти: «Все живет потому, что приспособилось».
Большевики, представленные Рябининым (Николай Корн) и двоюродным братом Звонцова Степаном Тятиным, поначалу слабы: в местном Совете рабочих и солдатских депутатов господствуют эсеры. Большевикам сочувствует Шура Булычева (Зинаида Шарко); на почве политических разногласий старшая сестра, Варвара Звонцова, выгоняет её из дома, и дочь Достигаева Антонина предоставляет ей, как старой подруге, приют; но не откликается на попытки Шуры обратить её в свою веру: Антонине равно чужды все политические течения.
Нестрашный и его соратники не принимают большевиков всерьёз, лишь Достигаев относится к ним с опаской и с помощью дочери пытается выведать их планы; но Антонине это не удаётся, да и рвения она не проявляет…
…А тем временем в Петрограде происходит Октябрьская социалистическая революция; узнав об этом, Нестрашный решает арестовать местных большевиков и посылает сына за надёжными солдатами. Вместе с отцом Павлином и бывшим городским головой Алексеем Губиным (Евгений Лебедев) он приходит к Достигаеву, как к человеку, которого послушают, за которым пойдут. Однако Достигаев готов приспособиться и к этой власти; теперь оказывается, что он и большевиков не боится: ведь предки его тоже были рабочими. Раздаётся выстрел, но на него никто не обращает внимания. На поставленный ребром вопрос: «С нами ты или с кадетами?» — Достигаев отвечает: «Ни с кем, только с самим собой».
Жена Достигаева, Елизавета (Нина Ольхина) сообщает, что Антонина застрелилась. Для Василия Ефимовича это прекрасный повод удалиться и прекратить опасный разговор, однако даже ему не до Антонины.
Большевики тем временем берут власть в городе в свои руки; в доме Достигаева появляется Рябинин с солдатами, и гостей уводят под конвоем. Хозяина же дома не трогают, — в отличие от Нестрашного и его соратников, Достигаев ничем не запомнился рабочим ни в 1905—1907 годах, ни в 1917-м.

## Действующие лица и исполнители
- Василий Ефимович Достигаев, фабрикант, староста купеческого клуба — Виталий Полицеймако
- Елизавета, его жена — Нина Ольхина
- Антонина, его дочь — Ирина Ефремова
- Алексей, его сын — Михаил Иванов
- Отец Павлин — Василий Софронов
- Андрей Звонцов, комиссар Временного правительства — Сергей Юрский
- Варвара, его жена — Валентина Романова
- Ксения Булычова, мать Варвары — Елена Грановская
- Глафира, служанка — Валентина Кибардина
- Таисия, служанка Мелании — Вера Осокина
- Мать Мелания, игуменья  — Ольга Казико
- Шура Булычева, сестра Елизаветы — Зинаида Шарко[7]
- Степан Тятин, двоюродный брат Звонцова — Евгений Иванов
- Яков Егорович Лаптев — Николай Семилетов
- Рябинин, большевик — Николай Корн
- Бородатый солдат — Борис Рыжухин
- Иосиф, поп — Виктор Чайников
- Алексей Матвеевич Губин, бывший городской голова — Евгений Лебедев
- Порфирий Нестрашный, бывший городской голова, председатель местного союза Михаила Архангела — Георгий Семёнов
- Виктор Нестрашный, его сын — Владислав Стржельчик
- Мокроусов, полицейский — Ефим Копелян
- Пропотей, блаженный — Виталий Иллич
- Берлинг, его превосходительство — Сергей Карнович-Валуа
- Официант — Всеволод Кузнецов
- Жанна — Людмила Макарова
- Монахиня — Мария Призван-Соколова

## Создатели спектакля
- Режиссёр-постановщик — Н. С. Рашевская
- Художник — А. В. Рыков

### Создатели фильма-спектакля
- Режиссёры  — Наталья Рашевская и Юрий Музыкант
- Оператор  — В. Ф. Левитин
- Художник — Яков Ривош
- Композитор — Венедикт Пушков
- Звукорежиссёр — Б. Антонов
- В ролях: Полицеймако В., Ольхина Н., Ефремова И., Иванов М., Софронов В., Юрский С., Шарко З., Лебедев Е., Стржельчик В., Копелян Е. и другие

Киностудия Ленфильм
Время — 1:35:50
Год создания — 1959